# Kodisjoki
Kodisjoki is een plaats en voormalige gemeente in de Finse provincie West-Finland en in de Finse regio Satakunta.
De gemeente had een totale oppervlakte van 41 km² en telde 525 inwoners in 2003.
Sinds 2007 maakt Kodisjoki deel uit van de gemeente Rauma.